# Gatunek najmniejszej troski
Gatunek najmniejszej troski (least concern – LC) – kategoria w ocenie stopni zagrożenia gatunków przyjęta w czerwonej liście Międzynarodowej Unii Ochrony Przyrody (IUCN Red List), stosowana także w czerwonych listach i księgach gatunków w skali regionalnej i państwowej. Obejmuje gatunki, których zgodnie z kryteriami Międzynarodowej Unii Ochrony Przyrody (IUCN) nie można uznać w większym lub mniejszym stopniu za zagrożone wyginięciem lub nawet niebędące bliskimi zagrożenia (ang. near threatened). Do kategorii tej należą gatunki pospolite, szeroko rozprzestrzenione.
Gatunek najmniejszej troski w czerwonej liście IUCN może w skali regionalnej być zaliczony do jednej z kategorii gatunków zagrożonych. Odwrotnie, także gatunek należący do jednej z kategorii zagrożonych może w skali regionalnej mieć zasoby stabilne i przez to może być na danym obszarze zaliczony do gatunków najmniejszej troski (LC).
Od 2001 r. kategorii przypisywany jest, zgodnie z wytycznymi IUCN (wersja 3.1), akronim „LC”. Jednakże około 20% gatunków sklasyfikowanych jako „najmniejszej troski” (3261 z 15636) w katalogu IUCN posiada akronim „LR/lc” lub „lc”, co oznacza, że odpowiednie nowsze badania w dziedzinie określenia stanu populacji nie zostały przeprowadzone.
Chociaż kategoria „najmniejszej troski” nie jest uważana za jedną z typowych kategorii Czerwonej Listy Gatunków Zagrożonych ICUN, w wersji księgi z 2006 r. zaliczono do niej 15636 zwierząt i roślin. Liczba ta obejmuje 14033 gatunki i 101 podgatunków zwierząt oraz 1410 gatunków, 55 podgatunków i 35 odmian roślin. Również człowiek traktowany jest jako gatunek najmniejszej troski.

## Bliźniacze klasyfikacje
- Komitet ds. Statusu Zagrożenia Dzikiej Przyrody w Kanadzie oznacza organizmy, które nie są zagrożone wyginięciem i ich populacje są wystarczająco liczne akronimem „NAR” (ang. Not At Risk).
- Amerykańska organizacja The Nature Conservancy używa oznaczenia „G5” (dla kategorii Secure, ang. pewny, niezagrożony), jeśli populacje danego gatunku są „obecne, zasięg ich występowania jest duży i organizmy te są pewne w swej egzystencji”.